# Jackson Stormo
Jackson Stormo (Santa Barbara, 16 november 1999) is een Amerikaans basketballer.

## Carrière
Stormo speelde collegebasketbal voor de Pepperdine Waves van 2018 tot 2020. En daarna van 2020 tot 2023 voor de Siena Saints. Hij werd niet gekozen in de NBA draft van 2023. Hij tekende zijn eerste profcontract in Portugal bij Immortal BC maar ging in december 2023 spelen in Israël bij Hapoel Haifa BC. Eind januari 2024 ging hij spelen bij de Argentijnse eersteklasser Oberá Tenis Club. In oktober 2024 tekende hij bij de Belgische eersteklasser Kortrijk Spurs.